# Ruthin
Ruthin (galés Rhuthun) es capital condadal de Denbighshire en el norte de Gales en el Reino Unido. Se encuentra en una colina en la zona meridional de Vale of Clwyd. En el censo del 2001 registró una pobleción de 5.218 habitantes
El nombre 'Ruthin' viene de las palabras galesas rhudd (rojo) y din (fortificación), y se refiere al color de la 'nueva arena roja' usual en la zona, con la cual se construyó el castillo entre 1277 y 1284 cuyo nombre original fue Castell Coch yng Ngwern-fôr (castillo rojo en el pantano marino). 
Las primeras copias del himno nacional, Hen Wlad Fy Nhadau, fueron impresas en la localidad, en un comercio de la Well Street.